# Гохран России
Гохран России — федеральное казённое учреждение, занимающейся формированием, учетом, хранением, обеспечением сохранности драгоценных металлов (золота, серебра, платины и металлов платиновой группы), драгоценных камней (природных алмазов, изумрудов, рубинов, сапфиров и александритов, природного жемчуга в сыром (естественном) и обработанном виде и уникальных янтарных образований, приравненных в установленном порядке к драгоценным камням), изделий из драгоценных металлов и драгоценных камней, а также их лома и отходов и отпуском ценностей Государственного фонда драгоценных металлов и драгоценных камней Российской Федерации.
Полное название — федеральное казённое учреждение «Государственное учреждение по формированию Государственного фонда драгоценных металлов и драгоценных камней Российской Федерации, хранению, отпуску и использованию драгоценных металлов и драгоценных камней (Гохран России) при Министерстве финансов Российской Федерации».

## История
Свою историю Гохран ведёт с Царской Рентерии, созданной Указом Петра I от 11 (22) декабря 1719 года, в соответствии с которым была определена государственная форма хранения ценностей, принадлежащих России.
Непосредственно сам Гохран создан в 1920 году декретом СНК РСФСР от 3 февраля 1920 года № 69 «Об учреждении государственного хранилища ценностей Российской Социалистической Федеративной Советской Республики»:
Для централизации хранения и учета всех принадлежащих РСФСР ценностей, состоящих из золота, платины, серебра в слитках и изделиях из них, бриллиантов, цветных драгоценных камней и жемчуга, при центральном бюджетно-расчетном управлении учреждается в Москве государственное хранение ценностей РСФСР (Гохран).
В первые послереволюционные годы в Гохране были собраны драгоценности Романовых, Оружейной палаты, Русской православной церкви, а также ценности, изъятые у частных лиц. В начале 1920 года в действие вступил декрет «О конфискации всего движимого имущества эмигрантов и лиц, приравненных к ним». Конфисковывавшиеся драгоценные металлы собирались в Гохране. 13 июля 1920 года последовало постановление СНК «Об изъятии благородных металлов, денег и разных ценностей», в соответствии с которым безвозмездно изымались золото и платина. Декретом от 25 июля 1920 года этот порядок был подтверждён и дополнен некоторыми уточняющими положениями.
В октябре 1921 года в Гохран были сданы все драгоценности, находившиеся в распоряжении ВЧК, до этого имевшей свои склады. Куратором Гохрана со стороны ЧК был Глеб Бокий. В том же году обнаружились крупные хищения в Гохране: Бокий по поручению Ленина вёл следствие по этому делу делу, составив список из 100 подозреваемых к организации хищений. Основными виновниками оказались три сотрудника Гохрана — бывший владелец антверпенской фабрики по огранке алмазов Пожамчи, оценщики алмазов и бриллиантов Александров и Шелехес; всех троих расстреляли летом 1921 года. Также по итогам расследования Бокия был составлен список обогатившихся за счёт хищений из Гохрана. Всего в ходе расследования были расстреляны 35 человек (в том числе 11 оценщиков).
Часть культурных ценностей была продана за границу. Так в 1925—1926 годах Гохран издал четыре выпуска иллюстрированного каталога «Алмазный фонд СССР». С целью привлечения покупателей издание было переведено на английский, французский и немецкий языки и распространялось в Европе.
Деятельность Гохрана была засекреченной. Информации о количестве хранившегося в Гохране золота не имело даже руководство Госбанка СССР, золотом Гохрана распоряжался только лично Ленин, а впоследствии Сталин.
Советский внешнеторговый деятель Г. А. Соломон пишет, что в помещениях Гохрана драгоценности хранились без всякого учёта и инвентаризации.
20 июня 1939 года на базе Гохрана наркомата финансов СССР был создан 5-й спецотдел НКВД, отвечавший за Гохран. 26 февраля 1941 года спецотдел лишился номера и был преобразован в отдел Гохрана, 31 июля 1941 года он получил 6-й номер в качестве спецотдела, с 4 мая 1943 года был 3-м спецотделом НКВД. С 29 марта 1949 года находился в ведомстве МГБ, где приказом №00310 от 21 апреля 1949 года был образован Спецотдел.
Во время Великой Отечественной войны ценности Гохрана (в том числе — Алмазного фонда СССР и Оружейной палаты Кремля) были эвакуированы в Свердловск и Челябинск.
С 1960 года Гохран входит в состав Министерства финансов СССР как Третий специальный отдел (Гохран) при Министерстве финансов СССР. С 1979 года Гохран именуется Третьим главным управлением (Гохран) при Министерстве финансов СССР. В 1987 году переименован в Государственное хранилище ценностей СССР (Гохран СССР) при Министерстве финансов СССР.
В 1991 году Гохран России получает статус Комитета драгоценных металлов и драгоценных камней (Комдрагмет РФ) при Министерстве экономики и финансов РФ. С 1992 года Гохран России входит в состав Комитета Российской Федерации по драгоценным металлам и драгоценным камням (Роскомдрагмет). В 1996 году, после расформирования Роскомдрагмета, Гохран России снова входит в состав Министерства Финансов.

## Хищение компанией Golden ADA
Дело компании Golden ADA началось в 1992 году, когда российский бизнесмен средней руки Андрей Козлено́к предложил высшим должностным лицам Гохрана (а те — Правительству) идею фиктивной частной компании в США, которая бы торговала российскими алмазами в обход монополии Де Бирс (ожидалось получение кредита в 500 млн долл.);
в апреле 1993 года Golden ADA, Inc заключила с Роскомдрагметом договор, на основании которого Роскомдрагмет в мае-июне 1993 года без всяких обязательств и гарантий со стороны Golden ADA, Inc произвёл отгрузку в её адрес ценностей из Гохрана (бриллианты, изделия из золота и серебра, золотые монеты) на сумму 94,6 млн долларов США. По данным следствия по делу, эти средства были похищены.
В 1998 году А. Козлено́к, соучредитель компании Golden ADA, был арестован в Греции. Его обвинили в хищении ценностей из Гохрана на сумму 187 миллионов долларов. 17 мая 2001 года Мосгорсуд признал Козленка виновным в совершении мошенничества в особо крупных размерах и приговорил к 6 годам лишения свободы. Однако 14 ноября Верховный суд России, куда с кассационной жалобой обратились осуждённый и его защита, смягчил Козленку наказание до 4 лет лишения свободы.
Вместе с Андреем Козленком перед судом предстали бывший глава Роскомдрагмета Евгений Бычков, экс-руководитель отдела финансов, бюджета и денежного обращения Правительства РФ Игорь Московский и генеральный директор дочернего предприятия Golden ADA — АОЗТ «Звезда Урала» Николай Фёдоров. Последний был приговорён первоначально к 3,5 годам лишения свободы Мосгорсудом и освобождён из-под стражи определением Верховного суда 14 ноября прошедшего года. Бычков и Московский были осуждены Мосгорсудом к 3 годам лишения свободы и амнистированы.

## Направления деятельности
Гохран России имеет ряд следующих основных направлений деятельности: 
- участие в подготовке проектов планов формирования Госфонда России и отпуска ценностей Госфонда России, а также отчета о пополнении и расходовании ценностей Госфонда России;
- осуществление приобретения ценностей для пополнения Госфонда России на основании приказов Минфина России, принятых во исполнение решений Правительства Российской Федерации;
- осуществление отпуска ценностей Госфонда России на основании приказов Минфина России, принятых во исполнение решений Президента Российской Федерации и Правительства Российской Федерации;
- зачисление в Госфонд России ценностей, приобретенных для его пополнения, а также ценностей, перешедших (обращенных) в собственность государства по основаниям, установленным нормативными правовыми актами Российской Федерации;
- реализация преимущественного права приобретения уникальных самородков драгоценных металлов, не подлежащих переработке, а также уникальных драгоценных камней, аффинированных драгоценных металлов в стандартном виде, а также добытых из недр или рекуперированных драгоценных камней в рассортированном виде при продаже субъектами их добычи и производства для пополнения Госфонда России в установленном законодательством Российской Федерации порядке;
- прием, хранение и обеспечение сохранности ценностей;
- обеспечение транспортировки и транспортировка ценностей;
- осуществление предварительной экспертизы, сортировки, разработки, объединения, оценки и аттестации ценностей Госфонда России;
- осуществление реставрации изделий из драгоценных металлов и драгоценных камней, зачисленных в Госфонд России;
- участие в разработке проектов прейскурантов цен на драгоценные камни, приобретаемые в Госфонд России и реализуемые из него;
- определение цен на драгоценные металлы, а также цен на изделия из них, приобретаемые в Госфонд России и реализуемые из него;
- осуществление государственного контроля при ввозе в Российскую Федерацию из государств, не входящих в Евразийский экономический союз, и вывозе из Российской Федерации в государства, не входящие в ЕАЭС, драгоценных металлов, драгоценных камней и сырьевых товаров, содержащих драгоценные металлы;
- участие в организации и проведении в установленном порядке на территории Российской Федерации и за рубежом выставок ценностей Госфонда России, в том числе - Алмазного фонда Российской Федерации[12];
- организация по согласованию с Минфином России воспроизведения экспонатов Госфонда России, в том числе экспонатов выставки «Алмазный фонд» полиграфическим, фотографическим и другим способом;
- изготовление тары для хранения и транспортировки ценностей;
- изготовление печатной, сувенирной и рекламной продукции по тематике Госфонда России;
- участие в изучении традиций и содействие развитию ювелирного искусства;
- обеспечение организации охраны комплекса зданий и прилегающей территории, закрепленных за Гохраном России, а также страхования и охраны ценностей Госфонда России при их транспортировке, экспонировании (за исключением случаев, когда обязанность по страхованию и охране ценностей при их транспортировке и экспонировании в соответствии с законодательством Российской Федерации или договором возложена на третьих лиц);
- осуществление государственного контроля за качеством сортировки и оценки драгоценных камней;
- учет сделок с необработанными драгоценными камнями;
- проверка соблюдения требований международной схемы сертификации необработанных природных алмазов Кимберлийского процесса;
- подготовка и направление с целью утверждения Минфином России проекта годового отчета и статистических данных об экспорте и импорте природных алмазов и их добыче в соответствии с требованиями международной схемы сертификации необработанных природных алмазов Кимберлийского процесса;
- подготовка результатов анализа ежегодных статистических данных и годовых отчетов о реализации Схем сертификации Кимберлийского процесса стран - участниц Кимберлийского процесса.

## Государственные фонды драгоценных металлов и драгоценных камней в субъектах России
В соответствии со ст. 9 Федерального закона от 26.03.1998 № 41-ФЗ «О драгоценных металлах и драгоценных камнях», в субъектах Российской Федерации могут создаваться свои Государственные фонды драгоценных металлов и драгоценных камней, но лишь по согласованию с Правительством Российской Федерации. Государственные фонды драгоценных металлов и драгоценных камней субъектов Российской Федерации используются в соответствии с решениями органов государственной власти субъектов Российской Федерации и являются собственностью субъектов Российской Федерации.

## Гохран в искусстве
- Юлиан Семёнов. Бриллианты для диктатуры пролетариата (книга)
- Бриллианты для диктатуры пролетариата (фильм)
- И. Болгарин, В. Смирнов. кн. 4: Багровые ковыли // Адъютант его превосходительства (эпопея в 4 книгах). — Кызыл, Балашиха: АСТ, Астрель, 2004. — 655 с. — (Великая судьба России). — 5000 экз. — ISBN 5-17-019935-X.
- Кремлёвская кухня. 16-я серия. Гохран. (НТВ)
- телесериал «Исаев»

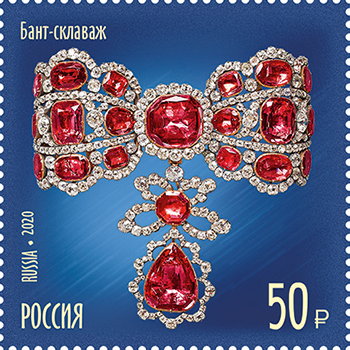
Почтовая марка ко 100-летию Гохрана России. Бант-склаваж
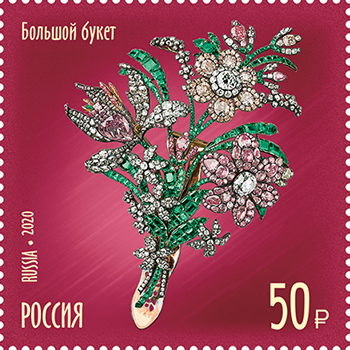
Почтовая марка ко 100-летию Гохрана России. Большой букет
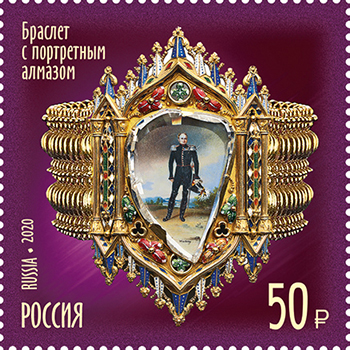
Почтовая марка ко 100-летию Гохрана России. Браслет с портретным алмазом
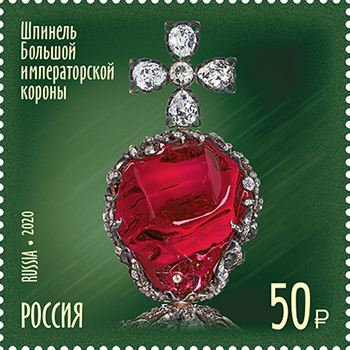
Почтовая марка ко 100-летию Гохрана России. Шпинель Большой императорской короны
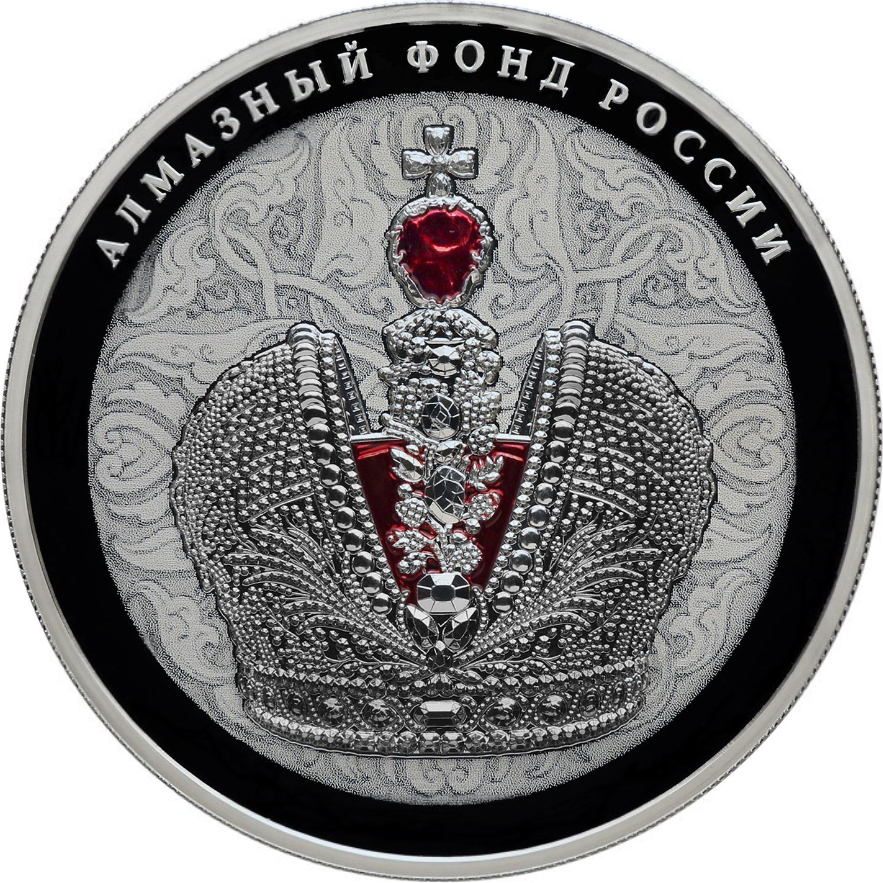
Монета Банка России — Большая императорская корона. 25 рублей. Серия: Алмазный фонд России
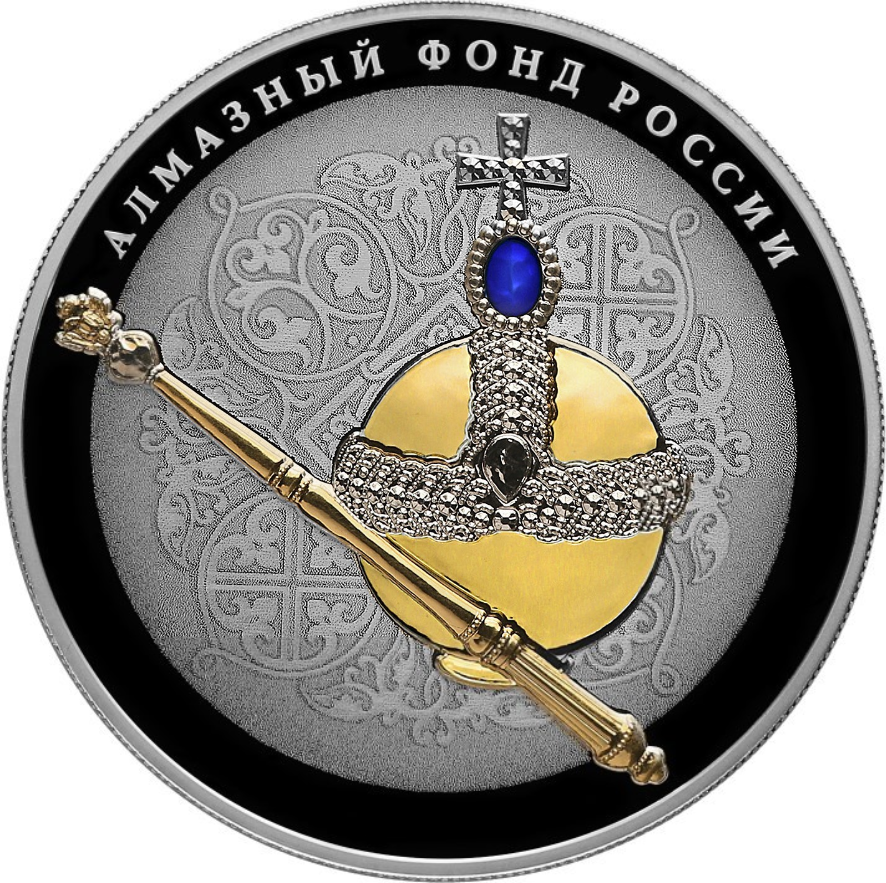
Монета Банка России — Скипетр и держава. 25 рублей. Серия: Алмазный фонд России
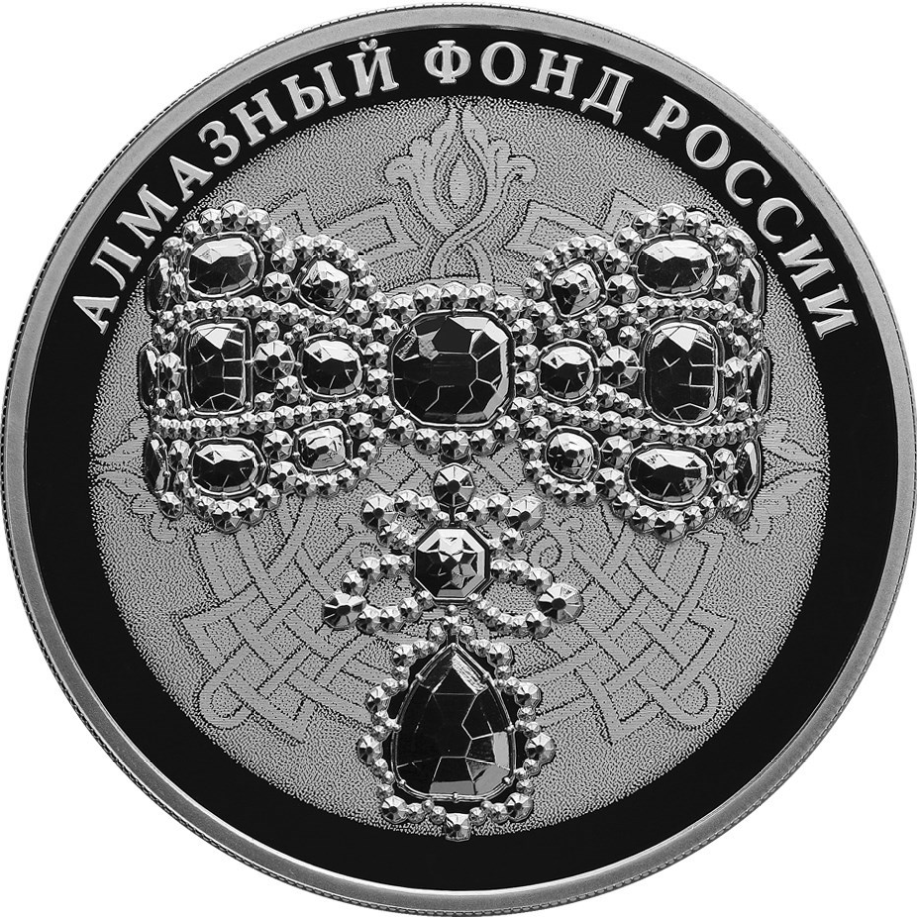
Монета Банка России — Бант-склаваж. 3 рубля. Серия: Алмазный фонд России
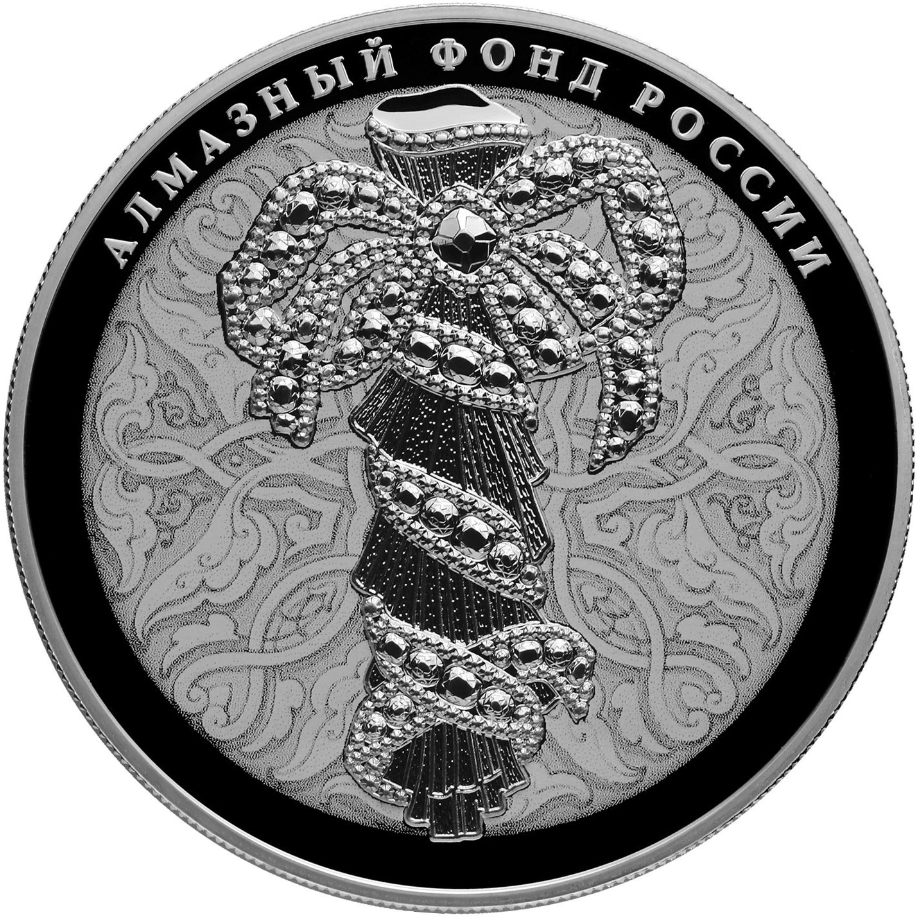
Монета Банка России — Портбукет. 3 рубля. Серия: Алмазный фонд России